# 보 바이스
보 바이스(Bo Bice, 1975년 11월 1일 ~ )는 미국의 가수로, 《아메리칸 아이돌 시즌 4》의 준우승자이다.